# Кауї
Кауї́ (порт. Caué) — один із 7 районів у складі Сан-Томе і Принсіпі. Адміністративно належить до провінції Сан-Томе. Адміністративний центр — місто Сан-Жоан-душ-Анголареш.

## Географічне положення
Район посідає перше місце за площею, але останнє за кількістю населення. Він розташований на південному сході острова Сан-Томе. До складу району також входять третій заселений та за площею острів Ролаш і сусідні дрібні острівці:
- Куїшиба
- Сеті-Педраш

## Населення
Населення району становить 6867 осіб (2012; 6324 в 2006, 5501 в 2001, 5322 в 1991, 4607 в 1981, 3757 в 1970, 5874 в 1960, 6942 в 1950, 6675 в 1940).

## Населені пункти
Нижче подано список найбільших населених пунктів району (повний список тут):
| Населений пункт        | Населення, осіб (2001) | Населення, осіб (2007) | Населення, осіб (2008) |
| ---------------------- | ---------------------- | ---------------------- | ---------------------- |
| Сан-Жоан-душ-Анголареш | 1870                   | 2097                   | 2132                   |
| Рібейра-Пейші          | 476                    | 534                    | 543                    |
| Порту-Алегре           | 461                    | 517                    | 525                    |
| Віла-Клотілде          | 455                    | 510                    | 519                    |
| Віла-Маланза           | 393                    | 441                    | 448                    |
| Ангра-Толду            | 260                    | 292                    | 296                    |
| Ільєу-даш-Ролаш        | 224                    | 251                    | 255                    |
| Прая-Пескуейра         | 181                    | 203                    | 206                    |
| Монте-Маріу            | 172                    | 193                    | 196                    |
| Дона-Аугушта           | 168                    | 188                    | 191                    |

## Спорт
В районі є кілька футбольних команд, найвідоміша - Рібейра Пейше.